# Slåttmyrtjärnen, Jämtland
Slåttmyrtjärnen är en sjö i Bräcke kommun i Jämtland och ingår i Ljungans huvudavrinningsområde. Sjöns area är 0,031 kvadratkilometer och den befinner sig 390 meter över havet.